# Ermita de Nuestra Señora del Rosario (Alcuerna)
La ermita de Nuestra Señora del Rosario es un templo católico ubicado en el municipio de Fresneda de Cuéllar (Segovia).
Se levanta en el pago conocido como El Cuerno. Fue construida como iglesia parroquial del despoblado de Alcuerna, una de las localidades pertenecientes al Sexmo de La Mata, una de las divisiones de la comunidad de villa y tierra de Cuéllar. Tras su desaparición, su término municipal fue integrado en el de Fresneda de Cuéllar. En sus alrededores se localizó un temprano enterramiento, parte de la necrópolis de esta población, así como vasos litúrgicos de la época visigoda, fechables en el siglo VII.
Existe una leyenda que asegura que el emperador Teodosio I el Grande (347-395) mandaba enterrar en ella a los romanos que eran víctimas de las batallas.